# Randka z gwiazdą
Randka z gwiazdą (tytuł oryg. I'm with Her) – amerykański sitcom, emitowany w latach 2003–2004 przez stację ABC. Serial Chrisa Henchy'ego i Marco Pennette'a składa się z dwudziestu dwóch odcinków, z których każdy trwa trzydzieści minut. W Polsce emitowany był przez kanał TVN Siedem.
Fabuła traktuje o perypetiach Patricka Owena, szkolnego nauczyciela, który pewnego dnia spotyka w swojej ulubionej knajpie popularną aktorkę filmową, Alex Young. Zbieg okoliczności sprawia, że jeszcze tego samego dnia spotykają się ponownie. Wkrótce pomiędzy belfrem i kapryśną gwiazdą rodzi się miłość.

## Obsada
- Teri Polo – Alex Young
- David Sutcliffe – Patrick Owen
- Rhea Seehorn – Cheri
- Danny Comden – Stevie
- Cybill Shepherd – Suzanne
- Joan Rivers – ona sama
- Steven Weber – Kyle Britton
- Mark Valley – Jack Campbell